# 황현준 (1980년)
황현준(본명: 황지영, 1980년 1월 5일 ~ )은 대한민국의 가수이자 배우이다.

## 학력 사항
- 서울미술고등학교 (졸업)
- 수원대학교 연극영화학과 (졸업)

## 출연 작품

### 드라마
- 1998년 MBC 주말드라마 《사랑과 성공》
- 1998년 MBC 코미디드라마 《여자 대 여자》
- 1999년 MBC 주말드라마 《장미와 콩나물》
- 1999년 SBS 주간시트콤 《LA아리랑》
- 2000년 SBS 드라마 스페셜 《여자만세》 ... 현수 역
- 2003년 SBS 드라마 스페셜 《요조숙녀》 ... 경비원 역

## 뮤직비디오
- 2000년 : 김현정 - <너 정말>
- 2001년 : 강성훈 - <축복>

## 광고
- 1999년 해태과자 마니에르
- 2000년 빙그레 엔초
- 2000년 두산타워
- CASS 맥주

## 방송
- 토요특급
- 테마게임
- 스타 레볼루션
- 이홍렬 쇼
- m&m
- 서세원 쇼